# رازفان لوشيسكو
رازفان لوشيسكو (من مواليد 17 فبراير 1969م في بوخارست) لاعب كرة قدم ومدرب كرة قدم روماني، وهو أبن المدرب الروماني المشهور ميرتشا لوتشيسكو. درّب العديد من الأندية منها: براشوف ورابيد بوخارست ونادي الهلال السعودي. تمكن مع النادي الهلال السعودي تحقيق لقبه الثالث في حقبة دوري أبطال آسيا وأول لقب قاري له منذ 17 عامًا في 24 نوفمبر 2019م.
بدأ مسيرته لاعبًا في 1987 وانتهت في 2003، ليبدأ مشواره التدريبي في عام 2004م، وحصل على جائزة أفضل مدرب روماني عام 2018م.
قام بالإشراف على تدريب كل من: نادي براشوف الروماني عام 2004م، ورابيد بوخارست من 2004م إلى 2007م، عاد إلى براشوف مرة أخرى وبقي معهم حتى 2009م.
قاد تدريب منتخب رومانيا الأول في الفترة بين 2009م إلى 2011م، قبل رابيد بوخارست من جديد وبقي معهم حتى 2012م.
انتقل إلى تدريب نادي الجيش القطري في عام 2012 واستمر حتى 2014، ثم تولى تدريب بترولول بلويشتي عام 2014.
انتقل للتدريب في نادي إكزانثي اليوناني في 2017، قبل أن ينتقل لتدريب نادي باوك حتى 2019.
حقق مع نادي براشوف دوري الدرجة الثانية الروماني عام 2008م.
حقق مع نادي رابيد بوخارست كأس رومانيا 2004م - 2007م.
حقق مع نادي الجيش القطري كأس قطر 2013م.
مع نادي باوك توج بلقب الدوري دون تلقي أي خسارة، وفاز في 26 مباراة، وتعادل في 4 لقاءات.
باوك مع رازفان لوشيسكو سجل 66 هدفا واستقبلت شباكه 14.
حائز على جائزة أفضل مدرب في رومانيا 2020/2021

## وصلات خارجية
- رازفان لوشيسكو على موقع قاعدة بيانات كرة القدم.إي يو (الإنجليزية)
- رازفان لوشيسكو على موقع Soccerway.com (الإنجليزية)
- رازفان لوشيسكو على موقع عالم كرة القدم.نت (الإنجليزية)